# マルクス・ウァレリウス・メッサッラ・ニゲル
マルクス・ウァレリウス・メッサッラ・ニゲル（ラテン語: Marcus Valerius Messalla Niger 、紀元前104年ごろ - 没年不明）は紀元前1世紀初期・中期の共和政ローマの政治家・軍人。紀元前61年に執政官（コンスル）、紀元前55年に監察官を務めた。

## 出自
メッサッラ・ニゲルは、ローマで最も著名なパトリキ（貴族）であるウァレリウス氏族の出身である。ウァレリウス氏族の祖先はサビニ族であり、王政ローマをロームルスとティトゥス・タティウスが共同統治した際に、ローマへ移住したとされる。その子孫に共和政ローマの設立者の一人で、最初の執政官であるプブリウス・ウァレリウス・プブリコラがいる。その後ウァレリウス氏族は継続的に執政官を輩出してきた。
メッサッラ・ニゲルの父のプラエノーメン（第一名、個人名）はマルクス、祖父はマニウスであるが、それ以外のことは分からない。同盟市戦争中のレガトゥス（副司令官）の一人にウァレリウス・メッサッラという人物がいるが、この人物がメッサッラの父、あるいはまた従兄弟のマルクス・ウァレリウス・メッサッラ・ルフスの父と思われる。両者の曽祖父は紀元前161年の執政官マルクス・ウァレリウス・メッサッラである。アグノーメン（愛称）であるニゲル（黒）は、親戚であるルフス（赤）との区別のためにつけられた。

## 経歴

### 初期の経歴
メッサッラ・ニゲルは紀元前106年生まれのキケロより少し年下であった。これとコルネリウス法（Lex Cornelia de magistratibus）が定めた執政官就任年齢から判断し、歴史学者はメッサッラ・ニゲルの生誕年を紀元前104年ごろと推定している。紀元前80年の親殺しの罪状で告訴されたセクストゥス・ロスキウスの裁判において、マルクス・メッサッラという人物が被告の弁護を申し出たが、「若く経験不足」であったために、ロスキウスはキケロに弁護を依頼して無罪を勝ち取っている。この人物がメッサッラ・ニゲルなのか、あるいはさほど年が離れていないメッサッラ・ルフスなのかは分からない。歴史学者W. ドゥルマンはメッサッラ・ニゲルとしており、F. ミュンツァーはメッサッラ・ルフスの可能性もあるとしている。
紀元前57年にメッサッラ・ニゲルは神祇官を務めていた。紀元前82年にスッラが内戦に勝利した後、若いノビレス（新貴族）達を神祇官に任命しているが、メッサッラ・ニゲルはその一人であった可能性がある。歴史学者は、カエサルが紀元前73年にコッタの後任神祇官となった時、メッサッラ・ニゲルが同僚であったと考えている。何れにせよ、従兄弟のメッサッラ・ルフスはこの頃にアウグルになっており、また二人の近親者ウァレリアがスッラの最後の妻であった。
メッサッラ・ニゲルの初期の経歴を伝える資料としては、彼とその息子達を形どった彫刻の台座に刻まれた碑文があるのみである。これによると、メッサッラ・ニゲルは二度トリブヌス・ミリトゥム（高級士官）として軍に所属し、その後クァエストル（財務官）とプラエトルを務めた。その時期や活動の詳細は不明であるが、最も権威があるとされるプラエトル・ウルバヌス（首都担当法務官）であったことが記録されている。トリブヌス・ミリトゥムを務めたのは、紀元前80年代から紀元前70年代にかけての、対外戦争か内戦の何れかであろう。歴史学者は、執政官就任年から逆算して、財務官を務めたのは紀元前73年から紀元前67年までの何れか、法務官を遅くとも紀元前64年としてる。
おそらく、財務官から法務官の間に、ウァレリウス・マクシムスが伝えるエピソードがあったのだろう。即ち、ケンソル（監察官）によって処罰された二人の人物が、後に監察官となったと言うものだが、一人はガイウス・リキニウス・ゲタ（紀元前116年執政官、紀元前108年監察官）で、もう一人がメッサッラである。同じ名前の曽祖父も紀元前154年に監察官を務めているが、ウァレリウス・マクシムスはゲタの後にメッサッラについて語っているので、おそらくメッサッラ・ニゲルのことであろう。紀元前70年のグナエウス・コルネリウス・レントゥルス・クロディアヌスとルキウス・ゲッリウス・プブリコラによる元老院議員監査（レクティオ）において、全体の1/8にあたる64人が除名されているが、メッサッラ・ニゲルもそれに関連して処罰されたのだろう。ただし、彼の場合は除名ではなく罰金刑であったため、その後のキャリアを妨げることにはならなかった。
紀元前62年、メッサッラ・ニゲルはプブリウス・コルネリウス・スッラ（紀元前65年執政官当選者だが選挙違反で失格）の弁護をキケロに依頼している。スッラはカティリナの陰謀に関連していたとして告訴されたのだが、キケロとクィントゥス・ホルテンシウス・ホルタルスの弁護で無罪となった。このときキケロは、メッサッラ・ニゲルの懇願を断ることが出来なかったとし、彼を「自身の最も親しい友人（hominis necessarii）」と呼んでいる。

### 執政官および監察官
紀元前61年、メッサッラ・ニゲルは執政官に就任する。同僚はプレブス（平民）のマルクス・プピウス・ピソ・フルギ・カルプルニアヌスであった。執政官任期中の主たるできごととしてプブリウス・クロディウス・プルケルのスキャンダルの裁判がある。
前年の12月、男子禁制のボナ・デアの祭りが最高神祇官カエサルの家で行なわれた際、クロディウスが女装して参加したため儀式がやり直された。プルタルコスによれば、カエサルの妻であったポンペイアがこれを手引きしたものの、すぐに見つかったとされる。この行為は神祇官やウェスタの処女によって「神への冒瀆」と決議され、元老院の多数はクロディウスを裁判にかけることを求めた。カルプルニアヌスは、クロディウスがポンペイウスの友人で同盟者であったにもかかわらず、彼を裁く特別審問所を開くための法令（Lex Pupia Valeria de incestu Clodii）のロガティオ（提案）を作成しなければならなかった。ロガティオは元老院の承認を経て公示されたものの、カルプルニアヌスはこの提案を無効にしようと試みた。一方でメッサッラ・ニゲルは厳しい処置を求めた。キケロはメッサッラ・ニゲルを「素晴らしい、力強い、変わらない、その熱意、僕のこと讃えて、慕って、真似してくれて（egregius, fortis, constans, diligens, nostri laudator, amator, imitator.）」とべた褒めしている。クロディウスの裁判はカルプルニアヌスの妨害にもかかわらず実施されたが、十分な数の有罪票は得られなかった。執政官としてのメッサラ・ニゲルに関しては、それ以外の記録はない。
紀元前59年、メッサッラ・ニゲルはカエサルが制定した法律（Lex Iulia agraria campana）に基づいて、貧しい人々と若い市民にカプアの土地を割り当てるための二十人委員会の、司法を担当する五人委員会の一人に選ばれた。
紀元前58年、この前年にプレブスとなり、この年の護民官となっていたクロディウスは、キケロがカティリナの共謀者を処刑したことに狙いをつけ、民会の正式な裁判無しに市民を処刑することを違法とする法（Lex Clodia de capite civis romani）を通し、更にキケロを追放する法（Lex Clodia de exilio Ciceronis）を通過させた。メッサッラ・ニゲルはキケロとその家族に同情したが、おそらくキケロは彼の支援を期待していたのであろう。クロディウスはパラティヌスにあったキケロの家が国家に没収されるように手配し、自分の家を拡張するために土地の一部を購入することさえした。さらに、キケロの家を取り壊した後に土地を奉納し、空き地にリーベルタース神殿を建立した。翌年キケロの追放は解除されローマに戻るが、メッサッラ・ニゲルはポンティフェクス（神祇官）の一人として、キケロが家を再建する権利があると支持し、リーベルタース神殿を取り壊した。キケロは家を再建し、クロディウスはそれを冒涜と宣言した。神祇官たちは満場一致でマキケロを支持した。
メッサッラ・ニゲルが三度インテルレクス（執政官選挙のために民会を召集する臨時職）を務めたことが、碑文に書いてある。おそらくは紀元前55年1月（ポンペイウスとクラッススが共に二度目の執政官に就任）、紀元前53年、紀元前52年のことと思われる。紀元前55年には監察官に就任する。同僚は同じく神祇官の一員であったが、30歳も年上のプブリウス・セルウィリウス・ウァティア・イサウリクスであった。二人は紀元前54年に大洪水を起こしたティベリス川の治水工事を行い、またルーストルム（国勢調査完了後に行う清めの儀式）を行わなかったことが知られている。市民は冗談で、メッサッラ・ニゲルを監察官メノゲネス（Menogenes）と呼んでいたが、これは彼の外観が俳優のメノゲネスに似ていたためである。

### 晩年
監察官任期満了後、メッサッラ・ニゲルは属州における権力乱用剤で告訴されたマルクス・アエミリウス・スカウルス（紀元前56年法務官）の六人の弁護人の一人となった（ほかはキケロ、ホルタルスなど）。この裁判では無罪を勝ち取っている。その後に関しては不明である。紀元前46年にキケロが書いた『ブルトゥス』には、メッサッラ・ニゲルは既に死去していると記されている。おそらくは、カエサルとポンペイウスの内戦開始前（紀元前49年1月）には死去していたと思われる。

## 知的活動
キケロはホルタルスと同時代の亡くなった弁論家の一人にメッサッラ・ニゲルを挙げている。メッサッラ・ニゲルは「決して下手ではなかったが、言葉遣いはあまり派手ではなかった。しかし賢く、鋭く、用心深く、弁論は正確で、勤勉で、実戦的だった」としている。現在まで残る裁判の記録はスカウルスの弁護のみだが、明らかに多くの弁護を行っていた。

## 家族
カッシウス・ディオは、メッサッラ・ニゲルがポラという女性を妻にしていたと書いている。ポラの最初の結婚はゲッリウス氏族の男性（ルキウス・ゲッリウス・プブリコラ（紀元前72年執政官）またはその息子）が相手であった。この最初の結婚でできた子供、あるいは養子が紀元前36年の執政官ルキウス・ゲッリウス・プブリコラである。
メッサッラ・ニゲルの実子は紀元前31年の補充執政官マルクス・ウァレリウス・メッサッラ・コルウィヌスで、紀元前64年頃に生まれたと思われる。紀元前29年の補充執政官マルクス・ウァレリウス・メッサッラ・ポティトゥスも息子である可能性がある。娘のニゲラはセルウィウス・スルピキウス・ルフス（紀元前51年執政官）の息子と結婚した。紀元前43年の補充執政官クィントゥス・ペディウスはウァレリウス氏族の女性と結婚しているが、メッサッラ・ニゲルの娘あるいは姉または妹であろう。

## 参考資料

### 古代の資料
- アッピアノス『ローマ史』
- エウトロピウス『首都創建以来の略史』
- ウァレリウス・マクシムス『有名言行録』
- カッシウス・ディオ『ローマ史』
- ティトゥス・リウィウス『ローマ建国史』
- ガイウス・プリニウス・セクンドゥス『博物誌』
- マルクス・トゥッリウス・キケロ『ブルトゥス』
- マルクス・トゥッリウス・キケロ『ロスキウス弁護』
- マルクス・トゥッリウス・キケロ『ハルスペクスの応答について』
- マルクス・トゥッリウス・キケロ『スッラ弁護』
- マルクス・トゥッリウス・キケロ『アッティクス宛書簡集』

### 研究書
- Grimal P. Cicero. - M .: Young Guard, 1991 .-- 544 p. - ISBN 5-235-01060-4 .
- Broughton R. Magistrates of the Roman Republic. - New York, 1952. - Vol. II. - P. 558.
- Münzer F. Valerius 248 // Paulys Realencyclopädie der classischen Altertumswissenschaft . - 1955. - Bd. VIII A, 1. - Kol. 125-126.
- Münzer F. Valerius 261 // Paulys Realencyclopädie der classischen Altertumswissenschaft . - 1955. - Bd. VIII A, 1. - Kol. 131-157.
- Münzer F. Valerius 266 // Paulys Realencyclopädie der classischen Altertumswissenschaft . - 1955. - Bd. VIII A, 1. - Kol. 162-165.
- Münzer F. Valerius 267 // Paulys Realencyclopädie der classischen Altertumswissenschaft . - 1955. - Bd. VIII A, 1. - Kol. 165-166.
- Münzer F. Valerius 390 // Paulys Realencyclopädie der classischen Altertumswissenschaft . - 1955. - Bd. VIII A, 1. - Kol. 243.
- Münzer F. Valerius 392 // Paulys Realencyclopädie der classischen Altertumswissenschaft . - 1955. - Bd. VIII A, 1. - Kol. 131-157.
- Münzer F. Valerius Messalla // Paulys Realencyclopädie der classischen Altertumswissenschaft . - 1955. - Bd. VIII A, 1. - Kol. 144-146.
- Sumner G. Orators in Cicero's Brutus: prosopography and chronology. - Toronto: University of Toronto Press, 1973 .-- 197 p. - ISBN 9780802052810 .
- Volkmann H. Valerius // Paulys Realencyclopädie der classischen Altertumswissenschaft . - 1948. - Bd. VII A, 1. - Kol. 2292-2296.
- Volkmann H. Valerius 89 // Paulys Realencyclopädie der classischen Altertumswissenschaft . - 1948. - Bd. VII A, 1. - Kol. 2311.